# Hypatia

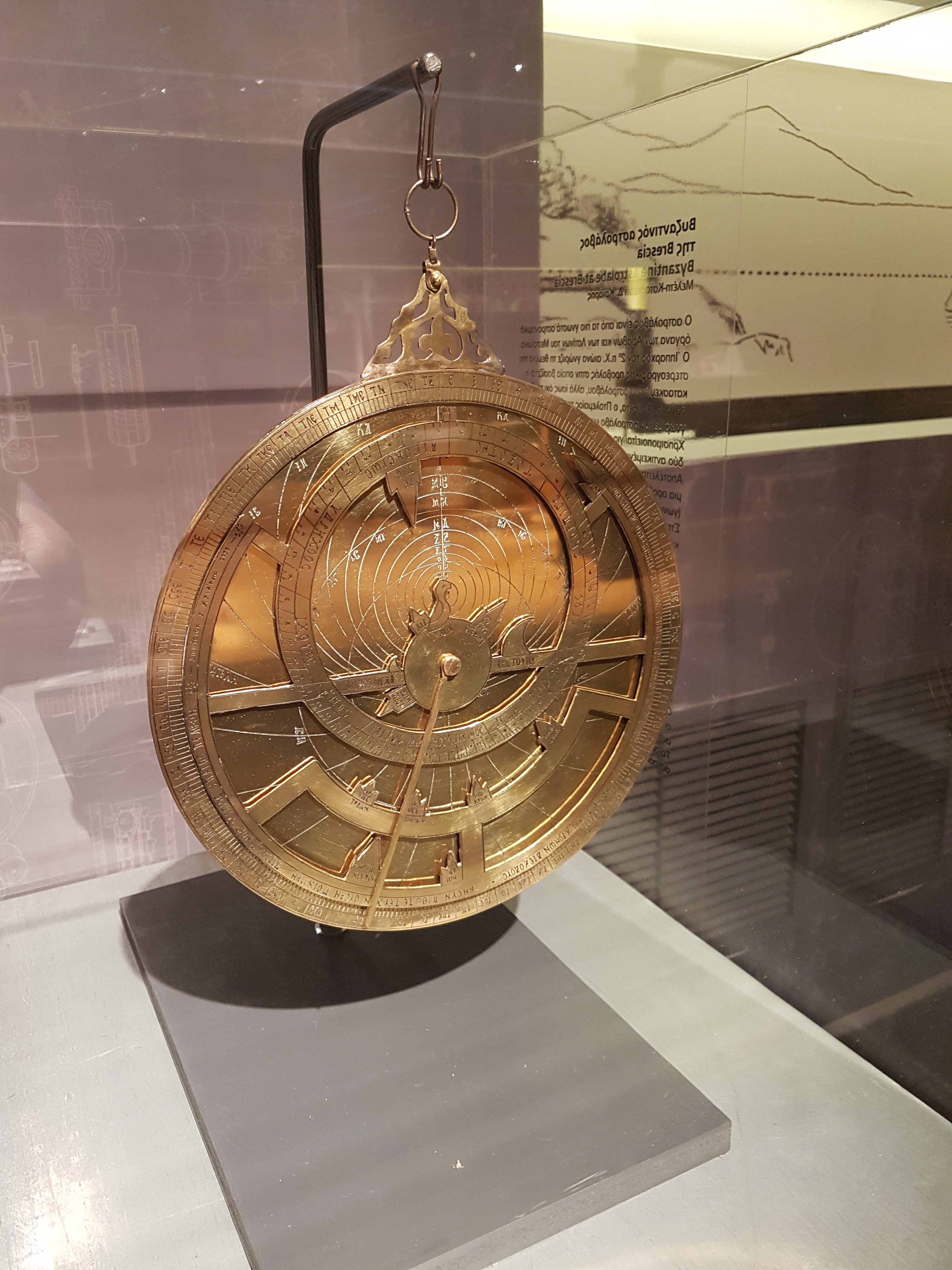
Astrolabium in griechischer Sprache aus dem 11. Jahrhundert (Reproduktion). Theon von Alexandria, der Vater von Hypatia, verfasste ein Handbuch zu dessen Verwendung

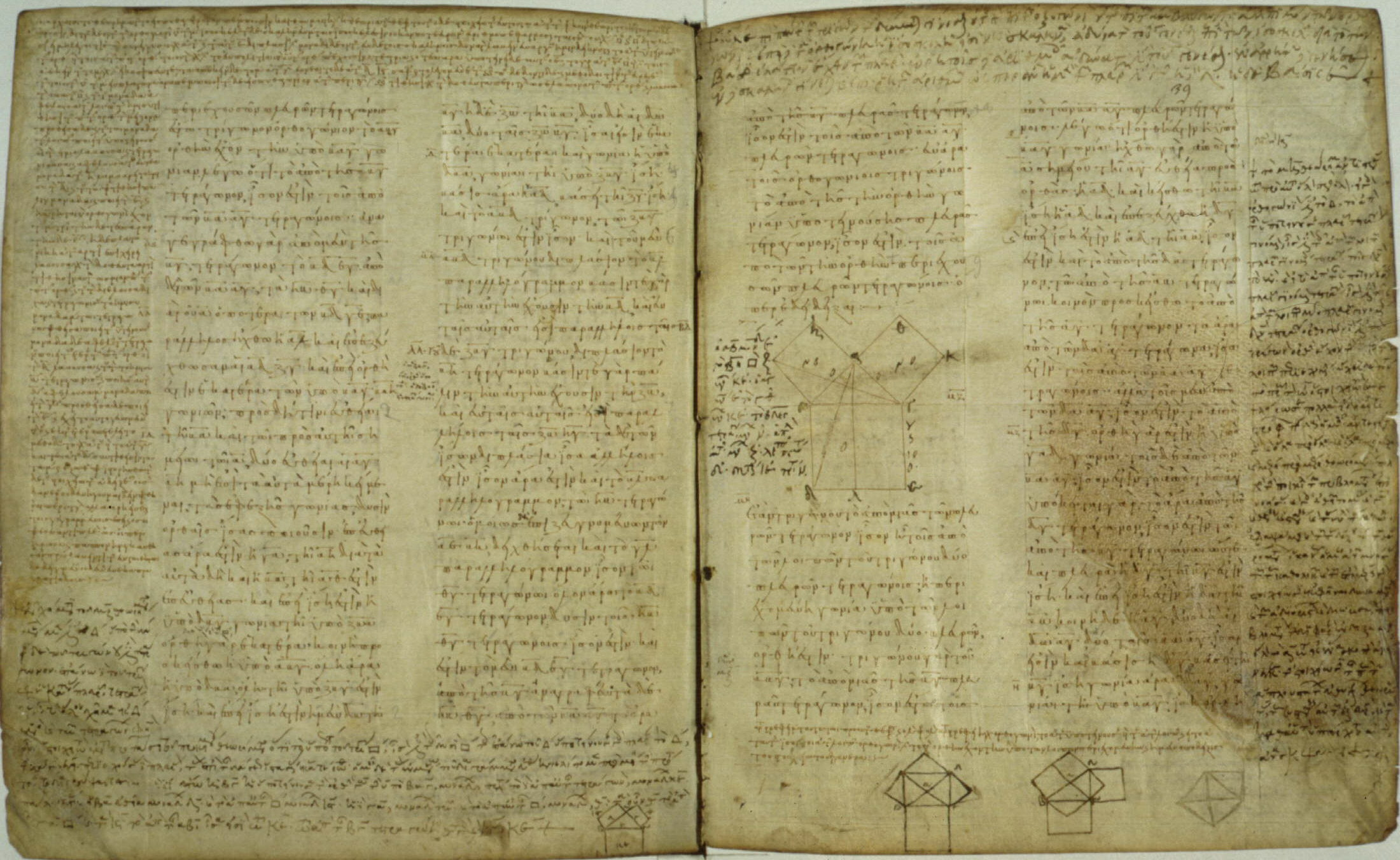
Ihr Vater ist vor allem dafür bekannt, dass er die Texte von Euklids Elementen herausgegeben hat, die hier in einem Manuskript aus dem 9. Jahrhundert gezeigt werden. Angaben der Suda, einer oströmischen Enzyklopädie, zufolge gehörte er dem Museion an.

Hypatia (auch Hypatia von Alexandria, griechisch Ὑπατία Hypatía; * um 360 in Alexandria; † März 415 oder März 416 in Alexandria) war eine griechische spätantike Mathematikerin, Astronomin und Philosophin. Von ihren Werken ist nichts erhalten geblieben, Einzelheiten ihrer Lehre sind nicht bekannt. Sie unterrichtete öffentlich und vertrat einen vermutlich mit kynischem Gedankengut angereicherten Neuplatonismus. Als Vertreterin einer nichtchristlichen philosophischen Tradition gehörte sie im überwiegend christlichen Alexandria der bedrängten paganen Minderheit an. Dennoch konnte sie lange unangefochten lehren und erfreute sich hohen Ansehens. Sie wurde das Opfer eines politischen Machtkampfs, in dem der Kirchenlehrer Kyrill von Alexandria religiöse Gegensätze instrumentalisierte. Ein aufgehetzter Mob aus christlichen Laienbrüdern und Mönchen (Parabolani) brachte sie in eine Kirche und ermordete sie dort. Der Leichnam wurde zerstückelt.
Der Nachwelt blieb Hypatia hauptsächlich wegen der spektakulären Umstände ihrer Ermordung in Erinnerung. Seit dem 18. Jahrhundert wird der Fall von Heidenverfolgung oft von Kritikern der Kirche als Beispiel für Intoleranz und Wissenschaftsfeindlichkeit angeführt. Aus feministischer Sicht erscheint die Philosophin als frühe, mit überlegenem Wissen ausgestattete Vertreterin einer emanzipierten Weiblichkeit und als Opfer einer frauenfeindlichen Haltung ihrer Gegner. Moderne nichtwissenschaftliche Darstellungen und belletristische Bearbeitungen des Stoffs zeichnen ein Bild, das die spärliche antike Überlieferung ausschmückt und teils stark abwandelt.
Vor Hypatia lehrte Pandrosion nach dem Zeugnis von Pappos in Alexandria Mathematik.

## Leben
Hypatias Vater war der Astronom und Mathematiker Theon von Alexandria, der letzte namentlich bekannte Wissenschaftler im Museion von Alexandria, einer berühmten staatlich finanzierten Forschungsstätte. Das Geburtsjahr von Hypatia wird zwischen etwa 350 und 370 n. Chr. datiert, der Chronist Johannes Malalas nennt sie zwar eine „alte Frau“, doch ist die Aussage spät und unzuverlässig. Sie scheint das ganze Leben in ihrer Heimatstadt Alexandria verbracht zu haben. Bei ihrem Vater erhielt sie eine mathematische und astronomische Ausbildung. Später beteiligte sie sich an seiner astronomischen Arbeit. Wer ihr Philosophielehrer war, ist unbekannt; einer Forschungshypothese zufolge kommt Antoninos, ein Sohn der Philosophin Sosipatra, in Betracht.
Nach dem Abschluss ihrer Ausbildung begann sie, selbst Mathematik und Philosophie zu unterrichten. Nach Angaben der Suda verband sie rhetorische Begabung mit einer umsichtigen, durchdachten Vorgehensweise. Sokrates von Konstantinopel berichtet, von überall seien Hörer zu ihr gekommen. Manche ihrer Schüler waren Christen. Der berühmteste von ihnen war Synesios, der im letzten Jahrzehnt des 4. Jahrhunderts bei ihr sowohl Philosophie als auch Astronomie studierte. Damaskios berichtet, Hypatia habe den Philosophenmantel (tríbōn) getragen und sei in der Stadt unterwegs gewesen, um öffentlich zu unterrichten und allen, die sie hören wollten, die Lehren Platons oder Aristoteles’ oder auch jedes beliebigen anderen Philosophen auszulegen. Wie diese Nachricht zu deuten ist, ist in der Forschung umstritten. Jedenfalls stützt sie nicht die Ansicht, Hypatia habe einen aus öffentlichen Mitteln finanzierten Lehrstuhl innegehabt; dafür gibt es keinen Beleg. Étienne Évrard interpretiert die Formulierung des Damaskios im Sinne eines Unterrichts auf offener Straße. Die überlieferte Darstellung von Hypatias Lehrweise rückt die Philosophin äußerlich in die Nähe des Kynismus, ebenso wie der Hinweis auf ihren Philosophenmantel, ein Kleidungsstück, das man mit Kynikern zu assoziieren pflegte.
Damaskios lässt durchblicken, dass er Hypatias öffentliches Auftreten missbilligte. Er war der Meinung, dass Philosophieunterricht nicht in der Öffentlichkeit und nicht jedem, sondern nur entsprechend qualifizierten Schülern erteilt werden sollte. Möglicherweise hat er bei seiner Darstellung von Hypatias Tätigkeit karikierend übertrieben. Jedenfalls kann man seinen Worten entnehmen, dass sie philosophische Themen, die man sonst in geschlossenem Kreis unter einschlägig Gebildeten zu erörtern pflegte, einer relativ breiten Öffentlichkeit unterbreitete.
In diese Richtung weist auch eine in der Suda überlieferte Anekdote, wonach sie einem in sie verliebten Schüler ihr Menstruationsblut als Symbol für die Unreinheit der materiellen Welt zeigte, um ihm die Fragwürdigkeit seines sexuellen Begehrens drastisch vor Augen zu führen. Die Geringschätzung des Körpers und der körperlichen Bedürfnisse war ein Merkmal der neuplatonischen Weltsicht. Wenn auch die Anekdote möglicherweise erst im Zuge der Legendenbildung entstanden ist, mag sie einen wahren Kern haben; jedenfalls war Hypatia dafür bekannt, vor einem bewusst provozierenden Verhalten nicht zurückzuschrecken. Dies ist ebenfalls ein Indiz für ein kynisches Element in ihrer philosophischen Haltung: Kyniker pflegten kalkuliert zu schockieren, um Erkenntnisse herbeizuführen.
Neben dem Lehrstoff, den Hypatia der Öffentlichkeit vermittelte, gab es auch Geheimlehren, die einem engeren Schülerkreis vorbehalten bleiben sollten. Dies ist aus der Korrespondenz des Synesios ersichtlich, der gegenüber seinem Freund und Mitschüler Herkulianos mehrfach an das Gebot der Verschwiegenheit (echemythía) erinnert und Herkulianos vorwirft, sich nicht daran gehalten zu haben. Dabei verweist Synesios auf das Schweigegebot bei den Pythagoreern; die Vermittlung von Geheimwissen an unqualifizierte Personen führe dazu, dass solche eitlen und verständnislosen Hörer ihrerseits das Vernommene in verzerrter Form weitergäben, was letztlich eine Diskreditierung der Philosophie in der Öffentlichkeit bewirke.
Sokrates von Konstantinopel schreibt, Hypatia sei in der Umgebung hoher Beamter aufgetreten. Sicher ist, dass sie zum Umkreis des römischen Präfekten Orestes gehörte.
Hypatia blieb ihr ganzes Leben unverheiratet. Die Angabe in der Suda, sie habe sich mit einem Philosophen namens Isidoros vermählt, ist auf einen Irrtum zurückzuführen. Damaskios erwähnt ihre außergewöhnliche Schönheit.
Im Rahmen ihrer naturwissenschaftlichen Arbeit befasste sich Hypatia auch mit Messgeräten. Dies ist aus der brieflichen Bitte des Synesios ersichtlich, sie möge ihm ein „Hydroskop“ schicken, womit offenbar ein Aräometer gemeint war. Ob das Instrument zur Erfassung und Beschreibung der Himmelskörperbewegungen, das Synesios bauen ließ, nach Anweisungen Hypatias konstruiert wurde, ist in der Forschung umstritten.

## Tod
Hypatia wurde im März 415 oder im März 416 ermordet. Die Vorgeschichte bildete ein primär politischer und persönlicher Konflikt mit religiösen Aspekten, mit dem sie wohl ursprünglich nichts zu tun hatte.

### Vorgeschichte

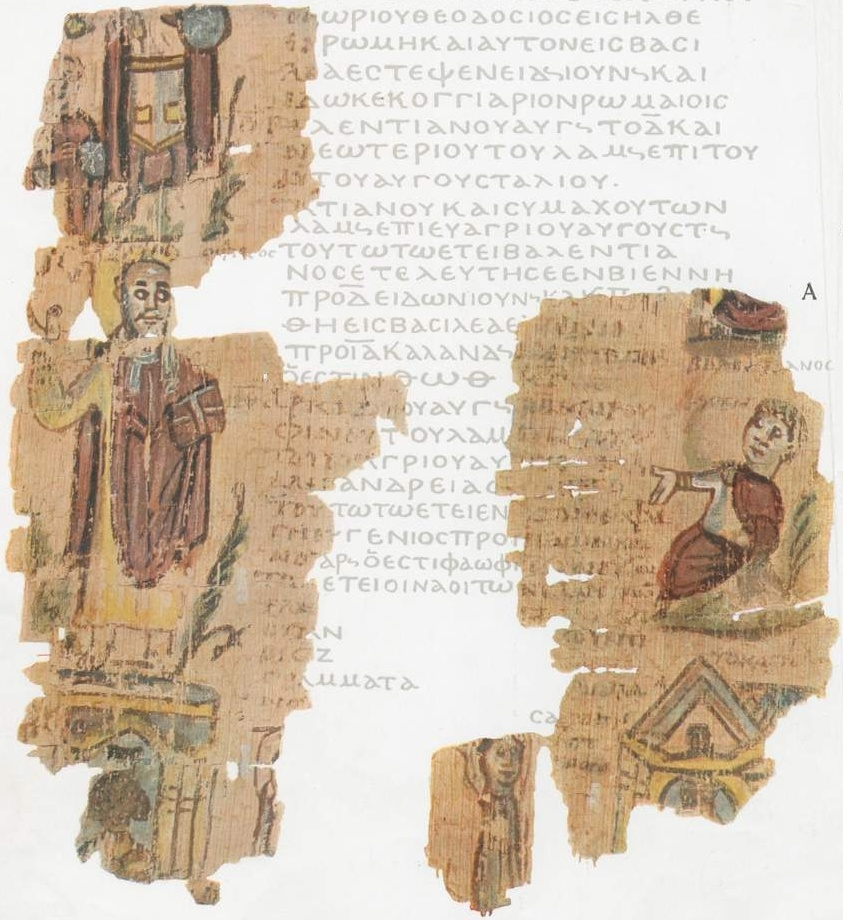
Theophilos steht triumphierend auf dem Serapeum (spätantike Buchillustration)

Schon in der zweiten Hälfte des 4. Jahrhunderts war es in Alexandria zu starken Spannungen zwischen Teilen der christlichen Bevölkerungsmehrheit und Anhängern der alten Kulte gekommen, die zu gewalttätigen Ausschreitungen mit Todesopfern führten. Im Lauf dieser Auseinandersetzungen wurde die Minderheit zunehmend zurückgedrängt. Der Patriarch Theophilos von Alexandria ließ Kultstätten zerstören, insbesondere das berühmte Serapeum, doch der pagane Unterrichtsbetrieb wurde – wenn überhaupt – nur vorübergehend beeinträchtigt.
Die religiös-philosophische Weltanschauung der Gebildeten, die an der alten Religion festhielten, war ein synkretistischer Neuplatonismus, der auch Teile des Aristotelismus und stoische Gedanken in sein Weltbild integrierte. Diese paganen Neuplatoniker versuchten, die Verschiedenheiten der überlieferten philosophischen Systeme durch eine stimmige Synthese der philosophischen Traditionen zu überbrücken, und erstrebten damit eine einheitliche Lehre als philosophische und religiöse Wahrheit schlechthin. Von der Synthese ausgenommen war nur der Epikureismus, den die Neuplatoniker insgesamt verwarfen und nicht als legitime Variante der griechischen Philosophie betrachteten.
Zwischen dem paganen Neuplatonismus und dem Christentum bestand ein schwer überbrückbarer inhaltlicher Gegensatz. Nur Synesios, der zugleich Christ und Neuplatoniker war, versuchte eine Harmonisierung. In Konfliktfragen gab er aber letztlich der platonischen Philosophie gegenüber den Glaubenslehren den Vorzug. Die religiös orientierten nichtchristlichen Platoniker, welche die geistige Basis für einen Fortbestand paganer Religiosität in gebildeten Kreisen schufen, erschienen den Christen als prominente und hartnäckige Gegner.
Zu Opfern von Verfolgung und Vertreibung wurden Personen aus diesem paganen Milieu aber nicht wegen ihres Festhaltens an ihrem religiös-philosophischen Weltbild – etwa bei der Vermittlung herkömmlicher Bildungsinhalte an Schüler –, sondern wegen ihrer Kultpraxis. Seit Iamblichos von Chalkis schätzten und praktizierten viele Neuplatoniker die Theurgie, eine rituelle Kontaktaufnahme mit den Göttern zum Zweck des Zusammenwirkens mit ihnen. Aus christlicher Sicht war das Zauberei, Götzenkult und Beschwörung teuflischer Dämonen. Radikale Christen waren nicht bereit, solche Praktiken zu dulden, zumal sie davon ausgingen, dass es sich um einen böswilligen Einsatz von Zauberkräften handle.
Neben den Konflikten zwischen paganen und christlichen Einwohnern von Alexandria gab es zugleich auch unter den Christen schwere Zerwürfnisse zwischen Anhängern unterschiedlicher theologischer Richtungen sowie Auseinandersetzungen zwischen Juden und Christen. Damit vermischten sich politische Gegensätze sowie Machtkämpfe, zu deren Hintergrund auch persönliche Feindschaften gehörten.

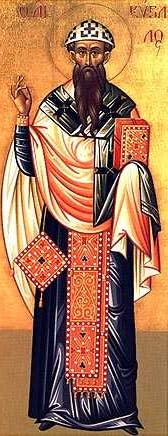
Kyrill von Alexandria (Ikone)

Den Ausgangspunkt der Ereignisse, die schließlich zu Hypatias Tod führten, bildeten handgreifliche Auseinandersetzungen zwischen Juden und Christen, die eskalierten und zahlreiche Todesopfer forderten. Der Patriarch Kyrill von Alexandria, der seit Oktober 412 amtierte, war der Neffe und Nachfolger des Theophilos, dessen Kurs religiöser Militanz er fortsetzte. Kyrill profilierte sich zu Beginn seiner Amtszeit als radikaler Gegner der Juden. Ein in seinem Sinne tätiger Agitator namens Hierax schürte den religiösen Hass. Als er bei einer Veranstaltung des Präfekten Orestes im Theater auftauchte, beschuldigten ihn die anwesenden Juden, er sei nur gekommen, um einen Aufruhr anzuzetteln. Orestes, der zwar Christ war, aber als oberster Repräsentant der Staatsmacht für den inneren Frieden zu sorgen hatte, ließ Hierax festnehmen und sogleich öffentlich unter der Folter befragen. Daraufhin bedrohte Kyrill die Anführer der Juden. Nach einem nächtlichen Angriff der Juden, die dabei viele Christen getötet hatten, organisierte Kyrill einen umfassenden Gegenschlag. Seine Anhänger zerstörten die Synagogen und plünderten die Häuser der Juden. Jüdische Einwohner wurden enteignet und aus der Stadt vertrieben. Die Behauptung des Sokrates von Konstantinopel, es seien sämtliche in Alexandria lebenden Juden betroffen gewesen, scheint allerdings übertrieben zu sein. Es gab auch später eine jüdische Gemeinde in Alexandria. Ein Teil der Vertriebenen kehrte zurück.
Johannes von Nikiu, der die Vorgänge aus der Sicht der Parteigänger des Patriarchen schildert, beschuldigt Orestes der Parteinahme für die Juden. Diese seien bereit gewesen, Christen anzugreifen und zu massakrieren, weil sie sich auf die Unterstützung des Präfekten hätten verlassen können.
Das eigenmächtige Vorgehen des Patriarchen gegen die Juden forderte die Autorität des Präfekten heraus, zumal Angriffe auf Synagogen gesetzlich verboten waren. Es kam zu einem erbitterten Machtkampf zwischen den beiden Männern, den höchsten Repräsentanten des Staates und der Kirche in Alexandria. Dabei stützte sich Kyrill auf seine Miliz (die Parabolani). Zur Verstärkung seiner Anhänger trafen rund fünfhundert gewaltbereite Mönche aus der Wüste ein. Zu diesen militanten Mönchen hatte Kyrill ausgezeichnete Beziehungen, da er früher einige Jahre unter ihnen gelebt hatte. Im Milieu der teils analphabetischen Mönche herrschte eine bildungsfeindliche Einstellung und radikale Intoleranz gegenüber allem Nichtchristlichen; sie hatten schon den Patriarchen Theophilos bei der Verfolgung religiöser Minderheiten tatkräftig unterstützt. Die Parteigänger des Patriarchen behaupteten, der Präfekt schütze Gegner des Christentums, weil er mit ihnen sympathisiere und selbst insgeheim ein Heide sei. Die fanatisierten Mönche traten dem Präfekten, als er in der Stadt unterwegs war, offen entgegen und forderten ihn mit Beschimpfungen heraus. Ein Mönch namens Ammonios verletzte Orestes durch einen Steinwurf am Kopf. Darauf ergriffen fast alle Begleiter des Präfekten die Flucht, sodass er in eine lebensgefährliche Lage geriet. Seine Rettung verdankte er herbeieilenden Bürgern, welche die Mönche verjagten und Ammonios ergriffen. Der Gefangene wurde verhört und starb unter der Folter. Daraufhin lobte Kyrill öffentlich den Mut des Ammonios, verlieh ihm den Namen „der Bewundernswerte“ und wollte für ihn einen Märtyrerkult einführen. Damit fand er aber bei der christlichen Öffentlichkeit kaum Anklang, da der tatsächliche Hergang der Auseinandersetzung allzu bekannt war.

### Ermordung
Nun entschied sich Kyrill oder jemand aus seinem Umkreis für ein Vorgehen gegen Hypatia, die sich als Angriffsziel eignete, da sie eine profilierte pagane Persönlichkeit im engeren Umkreis des Präfekten war. Nach dem Bericht des Sokrates von Konstantinopel, der glaubwürdigsten Quelle, wurde das Gerücht verbreitet, dass Hypatia als Beraterin des Orestes diesen zu einer unnachgiebigen Haltung ermutige und damit eine Versöhnung zwischen der geistlichen und der weltlichen Gewalt in der Stadt hintertreibe. Hierdurch aufgestachelt, versammelte sich eine Schar christlicher Fanatiker unter der Führung eines gewissen Petros, der in der Kirche den Rang eines Lektors innehatte, und lauerte Hypatia auf. Die Christen bemächtigten sich der alten Philosophin, brachten sie in die Kirche Kaisarion (den ehemaligen Tempel Caesarium), zogen sie dort nackt aus und töteten sie mit „Scherben“ (eine andere Bedeutung des in diesem Zusammenhang gebrauchten Wortes ostraka ist „Dachziegel“). Dann rissen sie den Leichnam in Stücke, brachten seine Teile an einen Ort namens Kinaron und verbrannten sie dort. Dies geschah im Monat März, während der Fastenzeit.
Johannes von Nikiu präsentiert eine Version, die hinsichtlich des Ablaufs mit der des Sokrates weitgehend übereinstimmt und nur im Detail etwas abweicht. Nach seiner Darstellung wurde Hypatia zwar in die Kirche Kaisarion gebracht, aber nicht dort getötet, sondern nackt in den Straßen der Stadt zu Tode geschleift. Die Folge sei eine Solidarisierung der christlichen Bevölkerung mit dem Patriarchen gewesen, da er nunmehr den letzten Rest des Heidentums in der Stadt vertilgt habe. Johannes von Nikiu, dessen Bericht wohl die offizielle Position der Kirche von Alexandria wiedergibt, rechtfertigt den Mord mit der Behauptung, Hypatia habe den Präfekten und die Stadtbevölkerung mittels satanischer Zauberei verführt. Unter ihrem Einfluss habe der Präfekt nicht mehr am Gottesdienst teilgenommen. Den Lektor Petros, den unmittelbaren Anstifter zum Mord, beschreibt Johannes als vorbildlichen Christen.
Kaum glaubwürdig ist die Schilderung der Vorgeschichte bei Damaskios, der behauptet, Kyrill habe, als er zufällig am Hause Hypatias vorbeigefahren sei, eine Menschenmenge bemerkt, die sich davor versammelt hatte, und daraufhin aus Neid auf Hypatias Popularität beschlossen, sie zu beseitigen.
Für Orestes bedeutete der Mord eine spektakuläre Niederlage und er büßte viel Ansehen in der Stadt ein, da er weder die mit ihm befreundete Philosophin schützen noch die Täter bestrafen konnte. Zwar wurde gegen die Mörder Klage erhoben, doch ohne Folgen. Damaskios behauptet, Richter und Zeugen seien bestochen worden. Eine Gesandtschaft des Patriarchen begab sich nach Konstantinopel an den Hof des oströmischen Kaisers Theodosius II., um dort die Ereignisse aus der Sicht Kyrills zu schildern. Etwas später jedoch, anderthalb Jahre nach Hypatias Tod, konnten die Gegner des Patriarchen ihm einen schweren Schlag versetzen, denn es gelang ihnen, sich in Konstantinopel durchzusetzen. Kaiserliche Verordnungen vom September und Oktober 416 legten fest, dass künftig Gesandtschaften an den Kaiser unter Umgehung des Präfekten nicht mehr erlaubt seien und dass die Miliz des Patriarchen verkleinert und fortan der Kontrolle des Präfekten unterstellt werde. Demnach verlor diese Truppe den Charakter einer Miliz, die der Patriarch nach Belieben verwenden und sogar gegen den Präfekten einsetzen konnte. Diese kaiserlichen Maßnahmen hatten allerdings nicht lange Bestand, schon 418 konnte Kyrill die Befehlsgewalt über seine Miliz zurückgewinnen.
Seit langem umstritten ist die Frage, ob der Patriarch Kyrill den Mord angestiftet oder zumindest gebilligt hat. Eine eindeutige Klärung ist kaum möglich. Jedenfalls ist davon auszugehen, dass die Täter annehmen konnten, im Sinne des Patriarchen zu handeln.
Edward Watts bezweifelt, dass Petros den Tod Hypatias geplant hatte. Watts weist darauf hin, dass es in der Spätantike des Öfteren zu Konfrontationen zwischen prominenten Persönlichkeiten und einem aufgebrachten Mob kam, dieser aber selten eine Tötungsabsicht verfolgte. Selbst in Alexandria, wo es öfters zu Unruhen kam, waren gezielte Tötungen eher selten; im 4. und 5. Jahrhundert war es zweimal dazu gekommen, und beide Male (361 und 457) waren die Opfer unbeliebte Bischöfe. Es ist auch möglich, dass Petros die alte Philosophin einschüchtern wollte, damit sie sich von ihrer beratenden Rolle Orestes gegenüber zurückzog, die Situation dann jedoch außer Kontrolle geriet.

## Werke und Lehre
Die Darstellung des Damaskios, dass Hypatia sowohl die Schriften Platons als auch die des Aristoteles auslegte und überhaupt über jeden beliebigen Philosophen dozierte, weist sie als Vertreterin des zu ihrer Zeit vorherrschenden Synkretismus aus. Man ging von einer in den Grundzügen einheitlichen Lehre aller damals als seriös geltenden philosophischen Richtungen aus. Die verschiedenen Richtungen, ausgenommen der verachtete Epikureismus, wurden unter dem Dach des Neuplatonismus zusammengeführt. Dass Hypatia Neuplatonikerin war, wird in der neueren Forschung nicht mehr bezweifelt. Sokrates von Konstantinopel stellt ausdrücklich fest, sie habe der Schule angehört, die Plotin begründet hatte, und dies war die neuplatonische. Die Hypothese von John M. Rist, wonach Hypatia eine vor-neuplatonische, an den Mittelplatonismus anknüpfende Philosophie vertrat, hat sich nicht durchgesetzt.
Die Frage, welcher Richtung des Neuplatonismus Hypatia angehörte, wird in der Forschung unterschiedlich beantwortet. Da die Quellen nichts überliefern, sind nur hypothetische Überlegungen möglich. Einer Vermutung zufolge stellte sich die Philosophin in die Tradition des Iamblichos und betrieb dementsprechend Theurgie. Nach der gegenteiligen Meinung zählte sie eher zur Richtung von Plotin und Porphyrios, die eine Erlösung der Seele aus eigener Kraft durch geistiges Erkenntnisstreben postulierte.
In der Suda werden ihr mehrere Werke – alle mathematischen oder astronomischen Inhalts – zugeschrieben: ein Kommentar zur Arithmetik des Diophantos von Alexandria, ein Kommentar zu den Kegelschnitten des Apollonios von Perge und eine Schrift mit dem Titel „Astronomischer Kanon“ oder „Zum astronomischen Kanon“. Unklar ist, ob das letztgenannte Werk ein Kommentar zu den „Handlichen Tafeln“ des Astronomen Ptolemaios war, wie meist angenommen wird, oder ein eigenes Tafelwerk Hypatias. Diese Schriften sind wohl früh untergegangen, da sie sonst nirgends erwähnt werden.
Es ist keine einzige konkrete mathematische, naturwissenschaftliche oder philosophische Aussage überliefert, die Hypatia mit Sicherheit zugeschrieben werden kann. Allerdings hat ihr Vater Theon in der ältesten Handschrift des von ihm verfassten Kommentars zu Ptolemaios’ Almagest bei der Überschrift zum dritten Buch angemerkt, es handle sich um eine „von der Philosophin Hypatia, meiner Tochter“ durchgesehene Fassung. Unklar ist, ob damit gemeint ist, dass sie den Text der Almagest-Handschrift, die Theon für die Erstellung seines Kommentars verwendete, auf Fehler durchgesehen hat, oder ob sie korrigierend in den Text von Theons Kommentar eingegriffen hat. Im Kommentar sind Spuren einer Überarbeitung erkennbar, die möglicherweise anzeigen, dass sie wirklich an diesem Werk ihres Vaters beteiligt war. Allerdings kann es sich dabei auch um Eingriffe eines anderen, vielleicht wesentlich späteren Bearbeiters handeln.
Vermutungen über sonstige Werke, die Hypatia verfasst haben könnte, sind spekulativ, ebenso wie Versuche, in den überlieferten Texten der Arithmetik des Diophantos und anderer Werke Spuren ihrer kommentierenden oder bearbeitenden Tätigkeit zu finden.

## Rezeption

### Antike und Mittelalter
Schon zu ihren Lebzeiten genoss Hypatia einen legendären Ruf. Synesios rühmte sie überschwänglich und erwähnte in einem an sie gerichteten Brief ihren großen Einfluss, der sie zu einem gewichtigen Faktor im öffentlichen Leben mache. Sokrates Scholastikos schrieb in seiner Kirchengeschichte, sie habe die Philosophen ihrer Zeit übertroffen und sei wegen ihrer Tugendhaftigkeit allgemein bewundert worden. Dass sie in Alexandria außerordentlich verehrt wurde, bezeugt auch ein durch die Suda überlieferter Bericht. Daher erregte ihre Ermordung großes Aufsehen und wurde auch von einem Teil der christlichen Geschichtsschreiber verurteilt. Der arianische Kirchengeschichtsschreiber Philostorgios nutzte die Gelegenheit, seine theologischen Gegner, die Anhänger des Konzils von Nicäa, für den Mord verantwortlich zu machen. Auch im lateinischsprachigen Westen wurde der Vorgang bekannt: Ein Kapitel der unter Cassiodors Leitung kompilierten Kirchengeschichte Historia ecclesiastica tripartita ist dem Schicksal Hypatias gewidmet. Diese Version folgt der Darstellung des Sokrates von Konstantinopel, gibt aber abweichend von dessen Bericht an, die Philosophin sei mit Steinen getötet worden.
Dem Dichter Palladas wird traditionell ein Lobgedicht auf Hypatia zugeschrieben, von dem fünf Verse in der Anthologia Palatina überliefert sind. Alan Cameron argumentiert gegen diese Zuschreibung und meint, der Dichter sei ein unbekannter Christ und die von ihm verherrlichte Hypatia nicht die Philosophin, sondern wahrscheinlich eine Nonne gewesen. Anderer Meinung ist Enrico Livrea; er hält das Gedicht für Hypatias Grabinschrift. Kevin Wilkinson meint, Palladas sei schon vor der Mitte des 4. Jahrhunderts gestorben; die Fragen der Verfasserschaft des Lobgedichts und der Identität der gepriesenen Frau hält er für völlig offen.
Der wohl auf einer verlorenen spätantiken Darstellung fußende Bericht des Johannes von Nikiu aus dem 7. Jahrhundert, der den Mord rechtfertigt, gibt die Sichtweise von Hypatias kirchlichen Feinden wieder. Sie erscheint darin als kriminelle Magierin, die mittels Schadenzauber schweres Unheil über die Stadt gebracht hat. Daher habe sie getötet werden müssen, zur Strafe für ihre Verbrechen wie auch zum Schutz der Einwohner. Johannes gehörte der koptischen Kirche an, die Hypatias Gegner Kyrill zu ihren bedeutendsten Heiligen zählte und die Möglichkeit eines Fehlverhaltens dieses Kirchenvaters nicht in Betracht zog.
Der neueren Forschung zufolge wurde die hagiographische Darstellung der Persönlichkeit und des Schicksals der als Heilige und Märtyrerin verehrten Katharina von Alexandrien großteils aus Elementen der Hypatia-Überlieferung konstruiert. Es wird angenommen, dass Katharina, die angeblich im Jahr 305 hingerichtet wurde, eine erfundene Gestalt ist. Ihr Kult ist ab dem 7. Jahrhundert bezeugt. Möglicherweise lieferte bei der Ausformung der Katharina-Legende ein Bericht über Hypatia einen Teil des Stoffs, wobei die Rollen von Christen und Heiden vertauscht wurden.
Im 14. Jahrhundert berichtete der byzantinische Geschichtsschreiber Nikephoros Gregoras, die Kaiserin Eudokia Makrembolitissa, die im 11. Jahrhundert lebte, sei „eine zweite Theano und Hypatia“ genannt worden. Aus seinen Worten ist zu ersehen, dass Hypatia im mittelalterlichen Byzantinischen Reich als Muster einer vorzüglich gebildeten Frau fortlebte.

### Frühe Neuzeit
Gilles Ménage veröffentlichte 1690 seine Historia mulierum philosopharum („Geschichte der Philosophinnen“), in der er Quellenzeugnisse zu Hypatias Leben und Tod zusammenstellte. Die Instrumentalisierung des Themas für religiöse und philosophische Polemik setzte im späten 17. Jahrhundert ein. Der protestantische Kirchenhistoriker Gottfried Arnold beurteilte in seiner Unparteyischen Kirchen- und Ketzer-Historie (Erstdruck 1699) die Rolle des Patriarchen als verbrecherisch. Im 18. Jahrhundert wurde das Schicksal Hypatias unter dem Gesichtspunkt der damaligen Gegensätze zwischen Katholiken und Protestanten sowie zwischen Vertretern der Aufklärung und der katholischen Kirche thematisiert. 

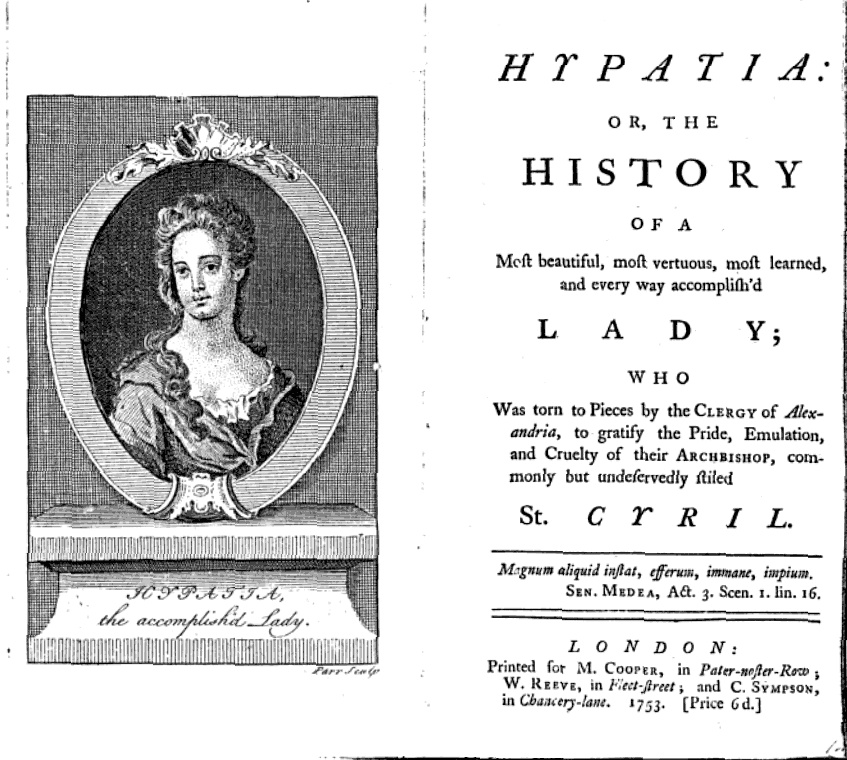
Frontispiz und Titelblatt von John Tolands antikatholischem Traktat Hypatia: Or the History of a most beautiful, most vertuous, most learned, and every way accomplish’d Lady

1720 veröffentlichte der irische Philosoph John Toland, ein Deist, der aus der katholischen Kirche ausgetreten war, seine kirchenfeindliche Schrift Tetradymus, die auch einen Essay mit dem Titel Hypatia enthielt, in dem er die Philosophin idealisierte und Kyrill für den Mord voll verantwortlich machte. Henry Fielding nahm ebenfalls in seiner kirchenfeindlichen Satire A journey from this world to the next (1743) auf Hypatias Schicksal Bezug. Ihr Tod galt als eindrückliches Beispiel für einen kirchlicherseits geförderten mörderischen Fanatismus, den insbesondere Aufklärer wie Voltaire anprangerten. Voltaire äußerte sich dazu unter anderem in seinem Examen important de Milord Bolingbroke ou le tombeau du fanaticisme. Für ihn war Hypatia eine vom Klerus beseitigte Vorläuferin der Aufklärung. Der Historiker Edward Gibbon zweifelte nicht an Kyrills Verantwortung für die Mordtat; er sah in Hypatias Beseitigung ein Musterbeispiel für seine Deutung der Spätantike als Epoche eines Zivilisationsverfalls, den er mit dem Aufstieg des Christentums in Verbindung brachte.
Von stark kirchlich orientierten Christen wurde Kyrills Schuld bestritten oder heruntergespielt. Der Anglikaner Thomas Lewis publizierte 1721 ein Pamphlet, in dem er Kyrill gegen Tolands Polemik verteidigte und Hypatia als „most impudent school-mistress“ ("unverschämteste Schullehrerin") bezeichnete. Die Rechtfertigung Kyrills war auch das Ziel einer 1727 veröffentlichten Abhandlung des französischen Jansenisten Claude-Pierre Goujet. Selbst unter den protestantischen Gelehrten Deutschlands fand Kyrill einen eifrigen Verteidiger: Ernst Friedrich Wernsdorf bestritt in einer 1747–1748 erschienenen Untersuchung jede Mitverantwortung des Patriarchen für den Mord.

### Moderne

#### Altertumswissenschaftliche Forschung und Feminismus
Eine Einschätzung von Hypatias philosophischen, mathematischen und astronomischen Leistungen ist angesichts der ungünstigen Quellenlage problematisch. Christian Lacombrade betont, dass Hypatia ihren Nachruhm den Umständen ihres Todes verdanke, nicht ihrem Lebenswerk. Eine Gegenposition zu dieser skeptischen Einschätzung ihrer Bedeutung ist in der feministischen Forschung anzutreffen, wo sich insbesondere Henriette Harich-Schwarzbauer mit ihrer 1997 in Graz vorgelegten Habilitationsschrift Hypatia von Alexandria. Die Testimonien zur alexandrinischen Philosophin profiliert hat. Im feministischen Diskurs werden die antiken Texte zu Hypatia unter dem Gesichtspunkt der Genderforschung interpretiert. Ihr Schicksal erscheint als Beispiel dafür, „wie man mit der weiblichen Intellektualität und wie man mit weiblicher Autorschaft umzugehen pflegte“. So wie Hypatias Leichnam zerstückelt wurde, so sei auch ihre Lebensleistung durch die Überlieferung zerstückelt worden. „Sie der Vergessenheit zu überantworten, war Kalkül.“
Die Aussage des Philostorgios, Hypatia habe ihren Vater in der Mathematik und Astronomie weit übertroffen, bietet einen Anhaltspunkt für die in moderner wissenschaftlicher und nichtwissenschaftlicher Literatur vertretene Meinung, sie sei zu ihrer Zeit auf diesen Gebieten führend gewesen. Mit der Betonung ihrer wissenschaftlichen Qualifikation verbindet sich bei manchen modernen Beurteilern die Ansicht, ihr Tod markiere einen historischen Einschnitt: das Ende der antiken Mathematik und Naturwissenschaft und insbesondere der Beteiligung von Frauen an wissenschaftlichen Bestrebungen.
1925 veröffentlichte Dora Russell, die Frau des Philosophen Bertrand Russell, als Mrs. Bertrand Russell eine feministische Schrift mit dem Titel Hypatia or Woman and Knowledge.
Mehrere feministische Zeitschriften sind nach der spätantiken Philosophin benannt worden: Hypatia. Feminist Studies wurde 1984 in Athen gegründet; Hypatia: A Journal of Feminist Philosophy erscheint seit 1986 in Bloomington (Indiana). In Berlin gab es von 1991 bis 1998 die Zeitschrift Hypatia. Historische Frauenforschung in der Diskussion.

#### Belletristik, Musik, bildende Kunst und Film

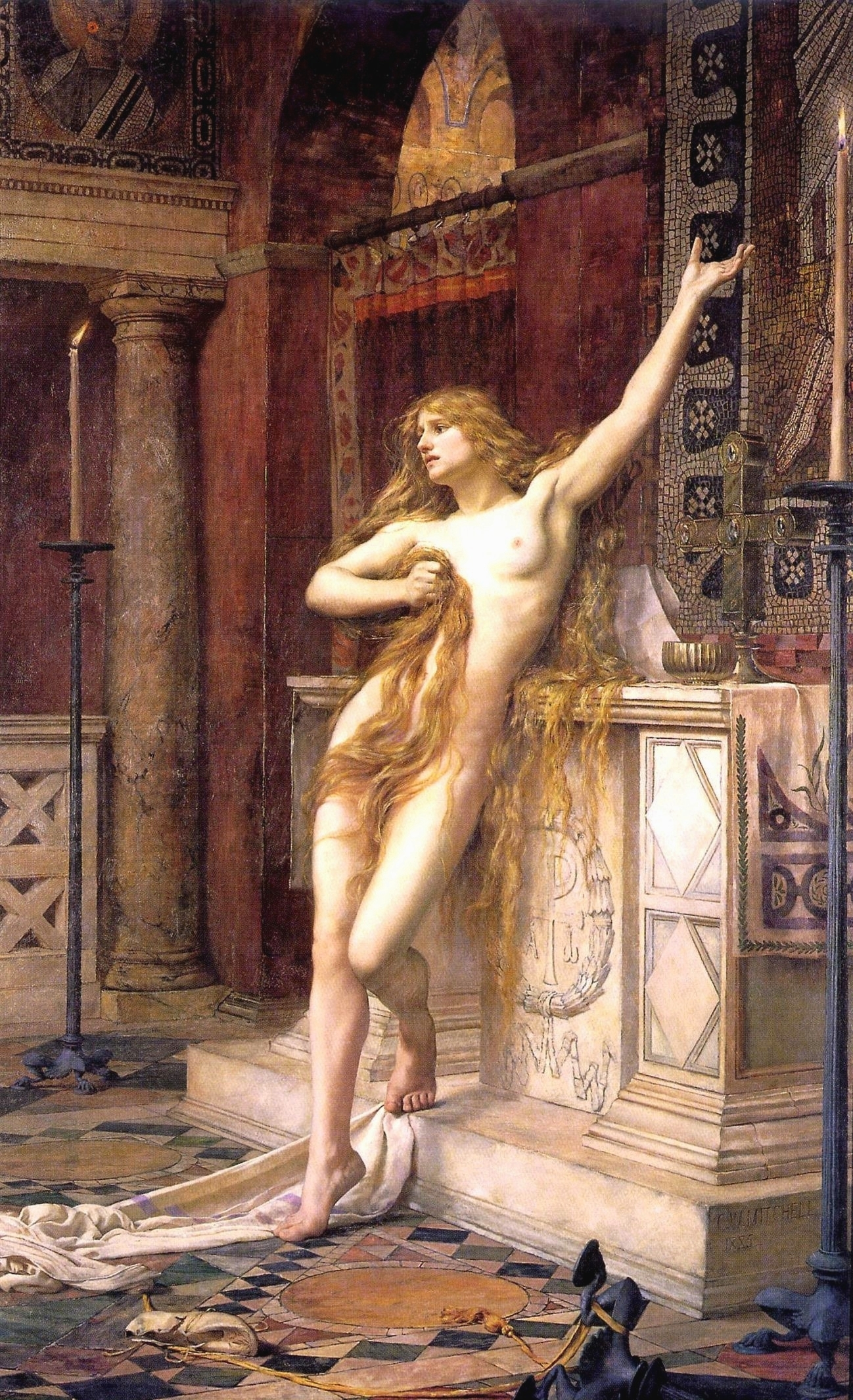
Hypatia vor ihrer Ermordung in der Kirche. Gemälde von Charles William Mitchell, 1885, Laing Art Gallery, Newcastle

Die moderne Belletristik griff den Stoff auf und popularisierte ihn, Dichter und Schriftsteller nahmen sich des historischen Themas an und verfremdeten den Stoff zum Teil beträchtlich. Charles Leconte de Lisle schrieb zwei Fassungen eines Hypatia-Gedichts, das in der zweiten Hälfte des 19. Jahrhunderts viele Leser fand, und das kurze Drama Hypatie et Cyrille (1857). Er verherrlichte das Ideal einer Verbindung von Weisheit und Schönheit, das er in Hypatia verwirklicht sah. Die stärkste und nachhaltigste Wirkung erzielte der Schriftsteller Charles Kingsley mit seinem 1853 in London erschienenen Roman Hypatia or New Foes with an Old Face, der 1858 erstmals in deutscher Übersetzung herauskam. Dieser Roman machte Hypatia einem breiten Publikum bekannt. Kingsley behandelte den Stoff aus christlicher, aber antikatholischer Sicht. Er zeichnete zwar ein insgesamt positives Bild von Hypatia, stellte aber ihre philosophische Lebensweise als Irrweg dar. Sein erklärtes Ziel war es, das Christentum als „den einzigen wirklich demokratischen Glauben“ und die Philosophie als „den in höchstem Maße exklusiv aristokratischen Glauben“ darzustellen. Auch bei ihm macht die Verbindung von Weisheit und Schönheit die Faszination Hypatias aus. Kingsleys Gestaltung des Stoffs bildete die Basis für die 1878 veröffentlichte Tragödie Hypatia von Arnold Beer, ein Trauerspiel in Versen. 1906 stellte Hans von Schubert fest: „Kingsleys Hypatia ist längst zum Gemeingut des gebildeten Publikums, zu einem Lieblingsbuch speziell des historisch gebildeten Publikums auch in Deutschland geworden.“ Fritz Mauthner schrieb einen kirchenkritischen Roman Hypatia (1892).
Von dem Komponisten Roffredo Caetani stammt die Oper Hypatia, eine azione lirica in drei Akten, die 1924 veröffentlicht und 1926 im Deutschen Nationaltheater in Weimar uraufgeführt wurde. Sie handelt vom letzten Lebenstag Hypatias. Der italienische Schriftsteller Mario Luzi schrieb das Drama Libro di Ipazia (1978), in dem er die Unausweichlichkeit des Untergangs der von Hypatia repräsentierten Welt thematisierte. 1987 erschien die Erzählung Renaissance en Paganie der aus Québec stammenden Politikerin und Schriftstellerin Andrée Ferretti, in der Hypatia eine wichtige Rolle spielt. 1989 veröffentlichte der kanadische Mediävist und Schriftsteller Jean-Marcel Paquette unter seinem Pseudonym Jean Marcel den Roman Hypatie ou la fin des dieux („Hypatia oder Das Ende der Götter“). 1988 publizierte der Jugendbuchautor Arnulf Zitelmann seinen historischen Roman Hypatia, in dem Hypatia als Vorkämpferin des freien Denkens und verantwortlichen Handelns dem Patriarchen Kyrill gegenübergestellt wird.
Hypatia fand Eingang in die bildende Kunst des 20. Jahrhunderts: Die feministische Künstlerin Judy Chicago widmete ihr in der Arbeit The Dinner Party eines der 39 Gedecke am Tisch.
Im Jahr 2000 erschien der Roman Baudolino von Umberto Eco. Der Titelheld begegnet einem Mischwesen, das den Oberkörper einer Frau mit einem ziegengestaltigen Leib vom Bauch an abwärts verbindet und sich als „eine Hypatia“ vorstellt. Nach ihrem Bericht gehört sie zu den Nachkommen von Schülerinnen der Philosophin Hypatia, die nach dem Mord geflohen sind. Sie tragen alle den Namen Hypatia. Die Gestalt von Mischwesen haben sie erhalten, da sie sich mit Satyrn fortpflanzen. Sie bekennen sich zu einer von gnostischem Gedankengut geprägten Erlösungslehre, die sie der christlichen entgegenstellen.
Der Regisseur Alejandro Amenábar drehte 2009 über Hypatia den Spielfilm Agora – Die Säulen des Himmels mit Rachel Weisz in der Hauptrolle. Dort ist Hypatia eine bedeutende Astronomin. Sie vertritt wie schon Aristarch ein heliozentrisches Weltbild und entdeckt sogar den elliptischen Charakter der Erdbahn, womit sie ein frühneuzeitliches Modell teilweise vorwegnimmt. Mit ihrer wissenschaftlichen Denkweise erregt sie in fundamentalistischen religiösen Kreisen Anstoß. Ob der Film eine wirklichkeitsnahe Darstellung der Protagonistin und der Verhältnisse im spätantiken Alexandria bietet, ist umstritten. Nach der Ansicht des Regisseurs ist das der Fall. Die Historikerin Maria Dzielska hingegen meint, der Film habe „wenig mit der authentischen, historischen Hypatia zu tun“.

#### Benennungen
Nach Hypatia ist der Asteroid (238) Hypatia benannt, der am 1. Juli 1884 von Viktor Knorre an der Berliner Sternwarte entdeckt wurde. Auch der Mondkrater Hypatia trägt ihren Namen. Nördlich des Kraters befinden sich Mondrillen, die Rimae Hypatia („Hypatia-Rillen“) heißen. 2015 wurde der Exoplanet Hypatia (Iota Draconis b) nach einem öffentlichen Wettbewerb der IAU nach Hypatia benannt.